# الجاهلي (أفلح الشام)

تعديل مصدري - تعديل

الجاهلي هي إحدى قرى عزلة بني أبو هادي والعباد بمديرية أفلح الشام التابعة لمحافظة حجة، بلغ تعداد سكانها 0 نسمة حسب تعداد اليمن لعام 2004.